# The Best of Santana Vol. 2
The Best of Santana Vol. 2 je kompilacijski album skupine Santana, ki je izšel leta 2000. Album je dopolnitev albuma The Best of Santana, ki je izšel leta 1998.

## Seznam skladb
| Št.             | Naslov                                                     | Pisec                                                                                 | Z albuma                           | Dolžina |
| --------------- | ---------------------------------------------------------- | ------------------------------------------------------------------------------------- | ---------------------------------- | ------- |
| 1.              | „Persuasion‟                                               | José Areas, David Brown, Mike Carabello, Gregg Rolie, Carlos Santana, Michael Shrieve | Santana, 1969                      | 2:34    |
| 2.              | „You Just Don't Care‟                                      | Areas, Brown, Carabello, Rolie, Santana, Shrieve                                      | Santana                            | 4:35    |
| 3.              | „Black Magic Woman/Gypsy Queen‟                            | Peter Green/Gábor Szabó                                                               | Abraxas, 1970                      | 6:30    |
| 4.              | „Incident at Neshabur‟                                     | Alberto Gianquinto, Santana                                                           | Abraxas                            | 4:57    |
| 5.              | „Se a Cabo‟                                                | Areas                                                                                 | Abraxas                            | 2:50    |
| 6.              | „Hope You're Feeling Better‟                               | Rolie                                                                                 | Abraxas                            | 4:11    |
| 7.              | „Toussaint L'Overture‟                                     | Areas, D. Brown, Carabello, Rolie, Santana, Shrieve                                   | Santana III, 1971                  | 5:56    |
| 8.              | „Guajira‟                                                  | Areas, Brown, Rico Reyes                                                              | Santana III                        | 5:43    |
| 9.              | „Everything's Coming Our Way‟                              | Santana                                                                               | Santana III                        | 3:16    |
| 10.             | „Europa (Earth's Cry Heaven's Smile)‟                      | Tom Coster, Santana                                                                   | Amigos, 1976                       | 6:12    |
| 11.             | „Stormy‟                                                   | Buddy Buie, James Cobb                                                                | Inner Secrets, 1978                | 4:46    |
| 12.             | „Well... All Right‟                                        | Norman Petty, Buddy Holly, Jerry Allison, Joe B. Mauldin                              | Inner Secrets                      | 4:11    |
| 13.             | „One Chain (Don't Make No Prison)‟                         | Dave Lambert                                                                          | Inner Secrets                      | 7:14    |
| 14.             | „Peace on Earth...Mother Earth...Third Stone from the Sun‟ | John Coltrane, Santana, Jimi Hendrix                                                  | Spirits Dancing in the Flesh, 1990 | 4:24    |
| Skupna dolžina: | Skupna dolžina:                                            | Skupna dolžina:                                                                       | Skupna dolžina:                    | 67:19   |